# One Piece: Grand Adventure
One Piece: Grand Adventure es un juego de vídeo para el Sony PlayStation 2 y Nintendo GameCube. A diferencia de otros juegos de video de One Piece, ésta se ha desarrollado específicamente para los EE.UU. El modo de juego es exactamente igual que los EE.UU. One Piece: Grand Battle!. Basado en el popular manga y anime One Piece, Grand Adventure contiene más personajes, niveles y características, algunas de las cuales se cortaron de los EE.UU. de One Piece: Grand Battle!. El juego también fue lanzado en Corea, Australia, España, y el Reino Unido.

## Modo Aventura
El principal modo de  Grand Adventure  es el Modo Aventura, en el que el jugador debe ganar todos los 10 niveles para completar . El jugador utiliza el Going Merry para navegar el Grand Line y visitar varias islas. En estas islas, el jugador entra en combate contra otros personajes. Los jugadores derrotados pueden unirse a la tripulación de tu personaje, o jugar en varios minijuegos. En las peleas, los personajes ganan puntos de experiencia y pueden subir de nivel, donde el jugador puede subir de nivel ciertas estadísticas del personaje (HP, ataque, defensa, etc.)
Capitanes:
- Monkey D. Luffy - Fácil
- Buggy - Normal
- Mr. 0 Crocodile - Difícil
- Smoker (editado como Chaser en el Juego) - Muy Difícil
- Usopp - Pánico Pirata (Puedes armar tu propia tripulación con los personajes que quieras, mientras juegas en este modo hasta podrás desbloquear más cosas y aumentar la fuerza de los personajes)

## Modo Grand Battle
En modo Grand Battle, se permite a los jugadores luchar a su modo usando cualquier personaje que hayan abierto, sin las restricciones de los que vienen con modo de la aventura. En modo grand battle, un " Todo-Support" el sistema permite que cualquier personaje tome cualquier personaje de ayuda en batalla (con algunas excepciones), y los datos ahorrados del modo de la aventura se pueden alcanzar para dar al carácter elegido aspectos tales como ataques más fuertes, una barra más larga de la salud, etc.
Al abrir este modo te da la elección de varios juegos sobre el modo Grand Battle:

### Versus
El modo de lucha más básico. Todos los caracteres abiertos pueden ser utilizados. Cualquier etapa abierta puede ser utilizada. Las características tales como el límite de tiempo y la dificultad del opositor controlado por ordenador (también con las elecciones de Un Jugador o Dos Jugadores) pueden ser ajustadas.

### Arena
El personaje elegido lucha su manera a través de varias luchas de cinco opositores en la sucesión. Después de que se gane cada batalla, el jugador selecciona quién será su opositor siguiente a partir de dos diversas opciones. Ciertos caracteres que luchan darán lugar a la adquisición de las tarjetas que serán agregadas a la colección de tarjetas del juego.

### Torneo
Un torneo simple, donde el jugador lucha a opositores sucesivos y se esfuerza por ser el campeón.

### Récords
Permite que el jugador tenga acceso a los expedientes de todas las batallas anteriores, ahorradas, enumerando hechos tales como cuánto tiempo cada batalla tomó y qué método fue utilizado para ganar. También contiene extremidades abiertas en cómo accionar para arriba el ataque secreto de un personaje.

### Entrenamiento
Seleccionas el personaje y al opositor a la Roca de Edén (que es un centro de la Marina), donde el jugador puede probar sus ataques contra el opositor. Cada ataque será en pantalla registrado, demostrando el número de golpes aterrizados también como el daño total.

### Juegos Especiales
Abra una variedad de mini-juegos, abiertos a través del curso de modo de la aventura. Lo que sigue es una lista de mini-juegos desbloqueables:
- Batalla Creada

Una batalla con reglas especiales decidía por el jugador creado por el jugador.
- Batalla Estruendosa

Una batalla contra un número grande de caracteres de ayuda.
- Rompe Cajas

Rompa una enorme cantidad de cajas (un total de 300) antes de que acabe el tiempo.
- Batalla de La Serpiente

Derrote a la serpiente gigante, Nola, en Skypiea. Los sacerdotes intentarán protegerlo.
- Batalla de Botes

Pare a los piratas que bombardean a el bote de tu equipo, el juego es igual al Donut Race del Davy Back Fight.
- Barre La Nieve

Quite toda la nieve antes de que el tiempo se acabe.
- Batalla de La Bola

Utilice a Gaimon como bola y lánzalo en el anillo para anotar, es igual al Groggy Ring del Davy Back Fight.
- Carrera de Patos

Una carrera encima de Carue para la línea de extremo. (Si juega con Ace (editado como Trace) él utilizará su bote).

### Tesoros
Permite que el jugador tenga acceso a las varias características abiertas a través de modo de la aventura, incluyendo perfiles del carácter, archivos de la voz, bandas de sonido de la música del fondo, galerías de la ilustración, etc.

### Colección de Cartas
Permite que el jugador vea las tarjetas oficiales de One Piece "TCG", abierta vía luchar en modo de la arena. Las tarjetas se pueden enfocar adentro, enfocar hacia fuera, y dar vuelta versátiles.

## Arenas
- Arabasta.
- Arlong Park.
- Baratie.
- Castillo de Drum.
- La Piedra de Edén (base de la marina).
- El Barco de los Piratas Foxy (editado con diferentes cosas).
- Villa Fushia.
- El Maxim.
- Loguetow.

## Personajes
|  |

En One Piece: Grand Adventure, hay un total de 24 personajes seleccionables. ¡Este juego contiene los caracteres usados previamente en Grand Battle 3; Tashigi, Portgas D. Ace, y Ohm. ¡Enel fue significado para haber estado en Grand Battle Rush del juego anterior!, pero estaba quitada debido al hecho ni el manga traducido americano ni el anime estaba hasta esta parte del argumento. Él es el único de los 4 caracteres que falta Aokiji, Foxy, Afro Luffy que fue re-añadido para este juego. ¡Incluyendo los desaparecidos 3 caracteres de Grand Battle Rush!, eso deja un total de 5 caracteres que faltan de la última mitad de la serie de Grand Battle, de que fueron hechos los caracteres practicables, Hina, Wiper que es los otros 2 caracteres que faltan.
Además de los caracteres practicables, hay un total de caracteres de 51 ayudas. Los caracteres de la ayuda son caracteres que el jugador puede elegir además de su carácter practicable. Mientras que los caracteres de la ayuda no son controlables, pueden ayudar al jugador cuando están dichos en voz alta. Hay seis tipos de caracteres de la ayuda: Rociada, Salto, Paseo, Recuperación, Arma, y Área. Cada tipo de carácter de la ayuda tiene sus propias ventajas y desventajas en batalla.
A cada personaje se le asigna un caracteres de ayuda. Cada carácter tiene por lo menos uno, pero ningunos de ellos tienen más de tres. En algunos modos del juego, los caracteres de la ayuda que el jugador puede elegir se limitan a los que está asignados a ese carácter específico. En la mayoría de los modos, todos los caracteres abiertos de la ayuda están disponibles. Hay algunas excepciones donde un carácter de la ayuda se puede nunca utilizar por cualquier carácter con excepción del que fue asignado. En algunos casos, un carácter de la ayuda incluso no tiene un carácter que está asignado.
Por ejemplo los personajes de Mihawk, Ace (Trace), Nico Robin y Enel tienen caracteres de ayuda únicos para ellos: Ace tiene su bote, Mihawk su gran impacto, Robin con el poder de la Hana Hana no Mi y Enel con el poder de la Rumble Rumble no Mi.
- Monkey D. Luffy
- Roronoa Zoro (Editado como Roronoa Zolo)

- Nami

- Usopp

- Sanji

- Tony Tony Chopper

- Nico Robin

- Nefertari Vivi (Editada como Nefeltari Vivi)

- Buggy The Clown

- Capitain Kuro

- Saw-Tooth Arlong

- Don Krieg

- Tashigi

- Smoker (Editado como Chaser)

- Enel (Editado como Eneru)

- Ohm

- Kuina

- Zeff

- Portgas D. Ace (Editado como Portgaz D. Trace)

- Mr. 0 Crocodile

- Wapol

- Mihawk

- Red-Haired Shanks

- Mr.2 Bon Clay

- Datos: Q2339631